# Tulsa International Airport

i7
i11
i13
Der Tulsa International Airport (IATA-Code: TUL, ICAO-Code: KTUL), bis 1963 Tulsa Municipal Airport, ist der Verkehrsflughafen der amerikanischen Großstadt Tulsa im US-Bundesstaat Oklahoma. Auf dem Flughafen ist mit der 138th Fighter Wing ein Geschwader der Oklahoma Air National Guard stationiert. Im Nordwestteil befindet sich das Tulsa Air and Space Museum mit dem James E. Bertelsmeyer Planetarium.

## Flugzeugfriedhof
Seit etwa 2010 dient der Flughafen Tulsa auch als Flugzeugfriedhof, auf dem Flugzeuge während vorübergehender Stilllegung abgestellt, oder aber ausgeschlachtet und verwertet werden. So wurden dort z. B. 5 Boeing 747 und zahlreiche Boeing 737-300 und 737-500 der Lufthansa sowie mindestens 2 McDonnell Douglas MD-11F der Lufthansa Cargo verschrottet.

## Fluggesellschaften und Ziele
Der Flughafen ist das nationale Wartungs-Hauptquartier für American Airlines und war auch eine wichtige Prüfungs- und Produktionsanlage für McDonnell Douglas. Hier ist der Hauptsitz der Lufthansa Technik Component Services LLC (LTCS), einem 100-prozentigen Tochterunternehmen der Lufthansa Technik AG, das Leistungen für Flugzeugkomponenten anbietet.
Er ist auch Hauptsitz von Omni Air International.

## Verkehrszahlen
| Jahr | Fluggastaufkommen | Luftfracht (Tonnen) (mit Luftpost) | Flugbewegungen |
| ---- | ----------------- | ---------------------------------- | -------------- |
| 2017 | 2.885.327         | 53.176                             | 108.503        |
| 2016 | 2.810.537         | 48.636                             | 105.024        |
| 2015 | 2.816.967         | 54.301                             | 90.526         |
| 2014 | 2.840.324         | 53.186                             | 94.983         |
| 2013 | 2.733.510         | 52.751                             | 95.295         |
| 2012 | 2.740.338         | 51.140                             | 99.720         |
| 2011 | 2.794.751         | 50.569                             | 106.554        |
| 2010 | 2.846.588         | 49.600                             | 111.466        |
| 2009 | 2.888.858         | 53.501                             | 116.580        |
| 2008 | 3.261.560         | 53.827                             | 127.757        |
| 2007 | 3.300.422         | 54.525                             | 133.739        |
| 2006 | 3.252.471         | 51.514                             | 134.550        |
| 2005 | 3.236.399         | 49.796                             | 150.195        |
| 2004 | 3.056.783         | -                                  | -              |
| 2003 | 2.864.339         | -                                  | -              |
| 2002 | 3.025.482         | -                                  | -              |
| 2001 | 3.353.307         | -                                  | -              |

1. ↑  Ab 2017
2. ↑  Fluggastaufkommen und Luftfracht ab 2017

### Verkehrsreichste Strecken
| Rang | Stadt                       | Passagiere | Fluggesellschaft            |
| ---- | --------------------------- | ---------- | --------------------------- |
| 01   | Dallas/Fort Worth, Texas    | 291.440    | American                    |
| 02   | Denver, Colorado            | 162.300    | Frontier, Southwest, United |
| 03   | Atlanta, Georgia            | 137.240    | Delta                       |
| 04   | Dallas–Love, Texas          | 118.520    | Southwest                   |
| 05   | Chicago–O’Hare, Illinois    | 108.590    | American, United            |
| 06   | Houston–Bush, Texas         | 105.030    | United                      |
| 07   | Houston–Hobby, Texas        | 093.960    | Southwest                   |
| 08   | St. Louis, Missouri         | 063.430    | Southwest                   |
| 09   | Phoenix–Sky Harbor, Arizona | 060.300    | Southwest                   |
| 10   | Las Vegas, Nevada           | 054.980    | Allegiant, Southwest        |

## Zwischenfälle
- Am 10. März 1948 kollidierte eine Douglas DC-4/C-54B-1-DC der US-amerikanischen American Airlines (Luftfahrzeugkennzeichen NC90426) beim Start vom Flughafen Tulsa mit einer nicht geräumten Schneewehe. Dadurch wurde das Bugfahrwerk dermaßen beschädigt, dass es sich nicht einfahren ließ. Bei der Notlandung auf dem Flughafen Dallas-Love Field wurde das Flugzeug deshalb irreparabel beschädigt. Alle 36 Insassen, drei Besatzungsmitglieder und 33 Passagiere, überlebten den Unfall.[9]

- Am 27. Februar 1951 kam es bei einer Convair CV-240-2 der Mid-Continent Airlines (N90664) nach dem Abheben vom Flughafen Tulsa zu einem Ausfall des linken Propellers. Durch verfrühtes Einfahren der Landeklappen sank die Maschine wieder, kollidierte mit Bäumen und rutschte auf dem Boden entlang. Alle 34 Insassen überlebten. Das Flugzeug brannte komplett aus.[10]

- Am 6. Januar 1957 wurde eine Convair CV-240-0 der American Airlines (N94247) im Anflug auf den Tulsa Municipal Airport rund 6 Kilometer nördlich des Flughafens in den Boden geflogen, als der Erste Offizier die Höhenanzeige falsch interpretierte. Zuvor hatte der Kapitän einen Anflug mit Hilfe des Instrumentenlandesystems (ILS) zugunsten des Nicht-Präzisionsanflugverfahrens mittels ungerichtetem Funkfeuer abgelehnt, obwohl die Wolkenuntergrenze bei nur 60 Meter Höhe in Nieselregen und Nebel lag. Bei diesem CFIT (Controlled flight into terrain) wurde ein Passagier getötet, die übrigen neun Insassen überlebten, davon sechs schwer verletzt.[11][12]